# City Palace de Jaipur
Pour les articles homonymes, voir City Palace.
Le City Palace de Jaipur, composé notamment des palais Chandra Mahal et Mubarak Mahal, est un complexe situé à Jaipur, capitale de l'État du Rajasthan, en Inde.

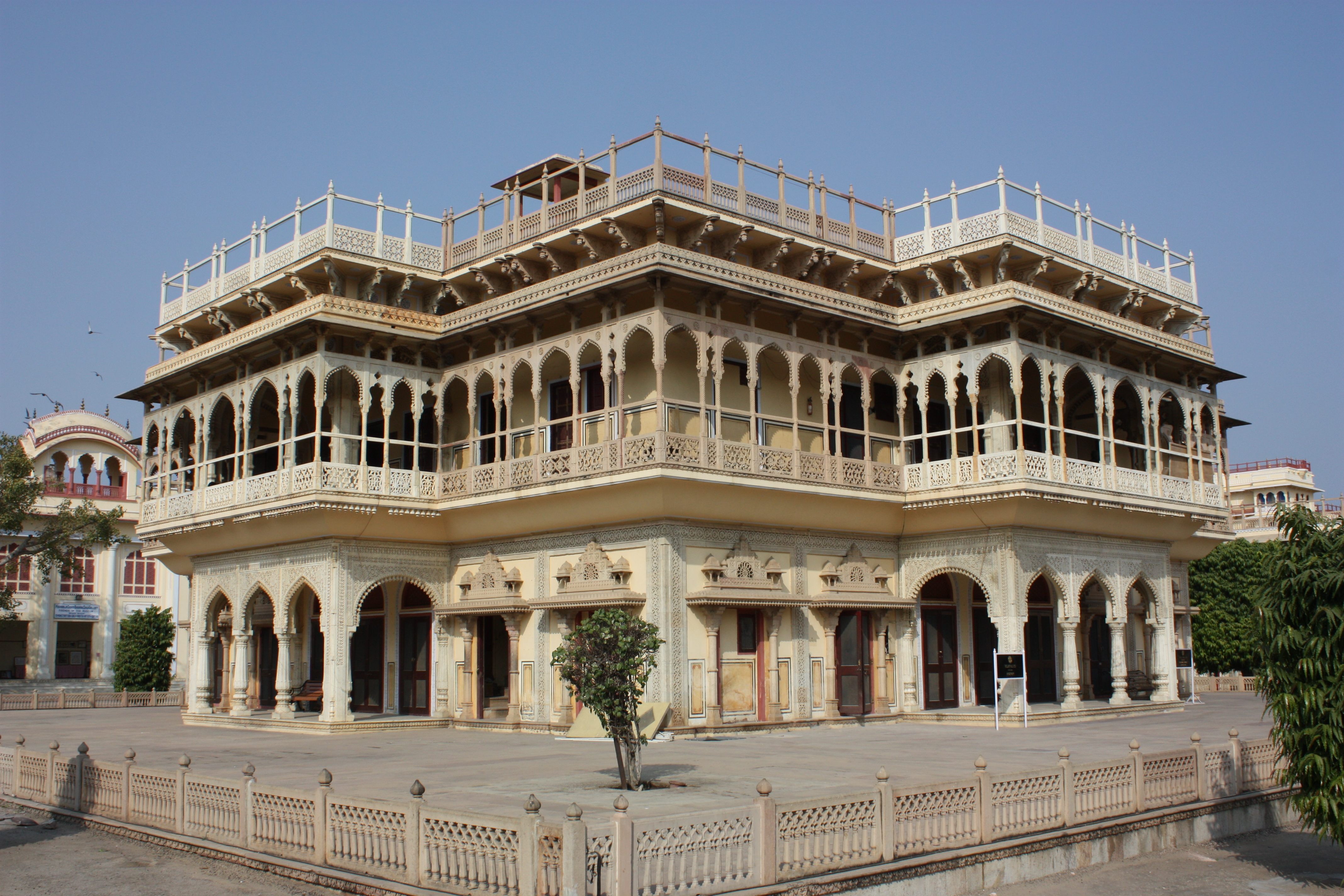
City Palace de Jaipur (Mubarak Mahal, 2008).

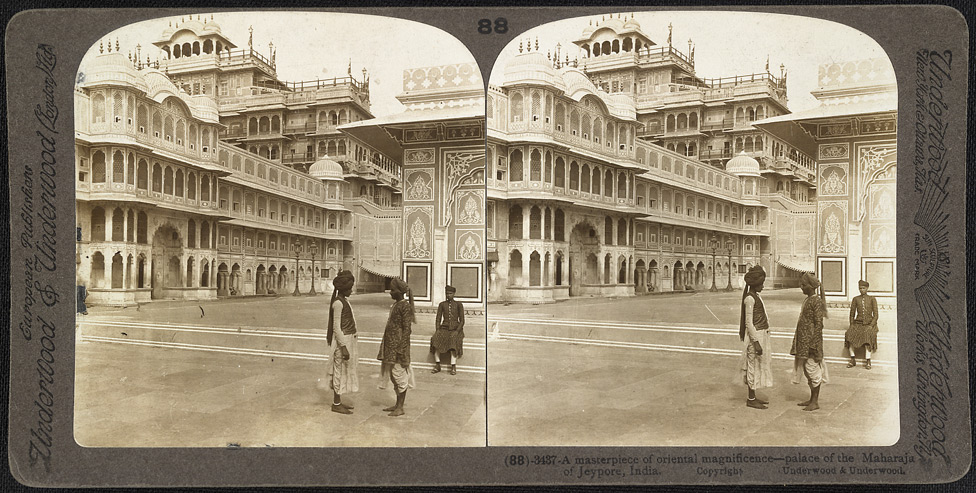
Vue stéréoscopique du Chandra Mahal (1903).

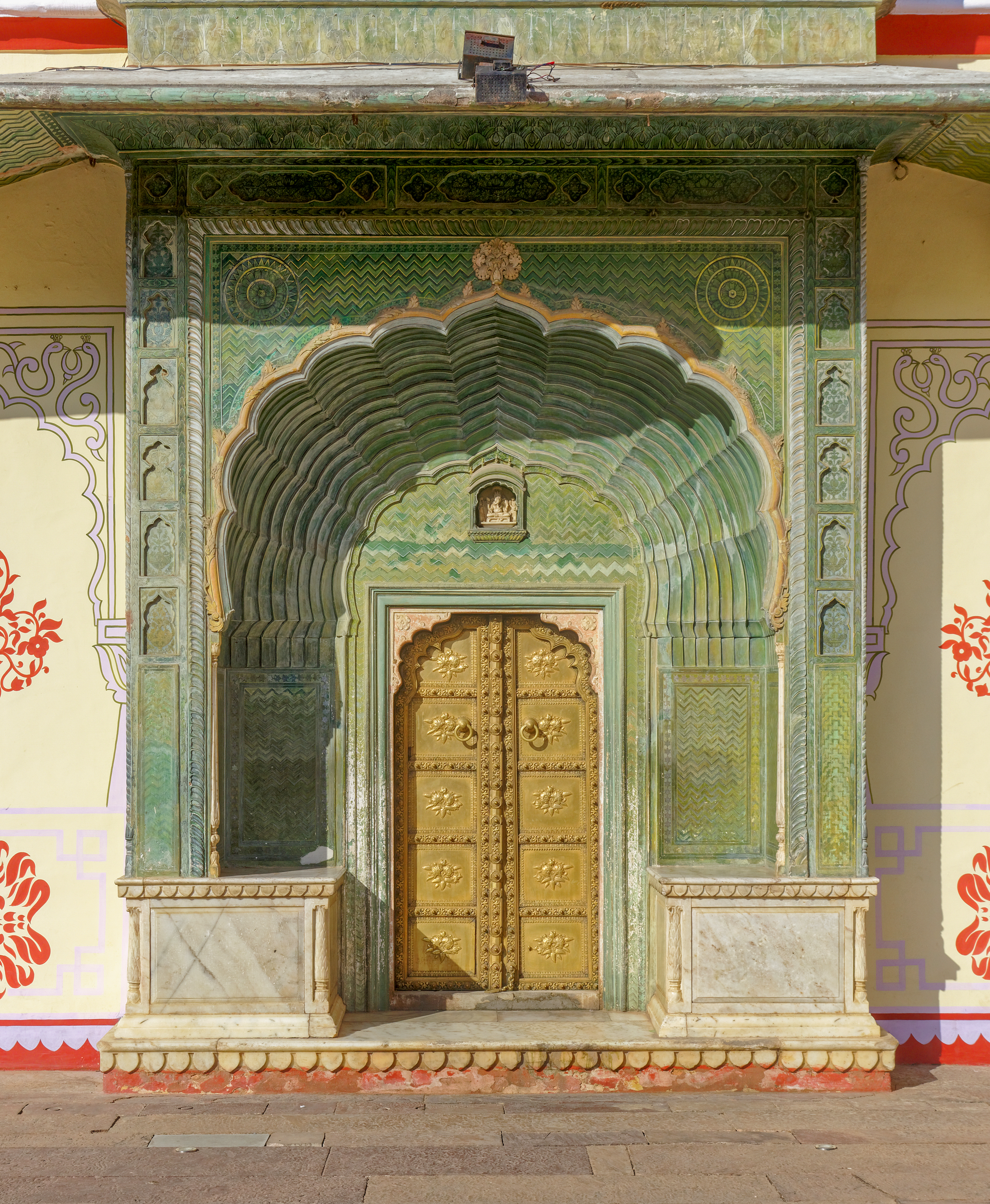
La porte Leheriya, à Pitam Niwas Chowk, du City Palace.

Les premières constructions ont été faites à l'initiative de Jai Singh II entre 1729 et 1732, époque où les murs extérieurs ont été construits. Des ajouts successifs ont été faits par la suite jusqu'au XXe siècle par divers dirigeants. Situé au nord-est de la ville, il comprend une quantité impressionnante de cours intérieures, de jardins et d'édifices.
Le crédit du complexe est principalement accordé à deux architectes, Vidyadar Bhattacharya, architecte en chef de la cour royale, et Samuel Swinton Jacob (en). Le complexe est le siège du mahârâja de Jaipur (en), tête du clan des Rajputs Kachwaha (en). 
Une partie du palais Chandra Mahal est dédiée à un musée, mais la plus grande partie demeure une résidence royale,,,,.
Parmi les ouvrages, se trouve le Diwan-i-Khas, lieu des audiences privées des maharadjas. L'édifice expose deux énormes jarres d'argent appelées Gangajelies. Fabriquées par deux orfèvres, sans aucune soudure à partir de 14 000 pièces de monnaie d'argent chacune, chaque Gangajeli pèse 345 kg pour 1,60 m de haut et 4,30 m de circonférence. Elles ont été emportées par le roi Sawâî Jai Singh II lors de son voyage en Angleterre pour le couronnement du roi Edouard VII en 1902. Chaque jarre transportait 4 100 litres d'eau sacrée du Gange, le maharadja très pieux ne pouvant commettre le péché de consommer l'eau anglaise.  

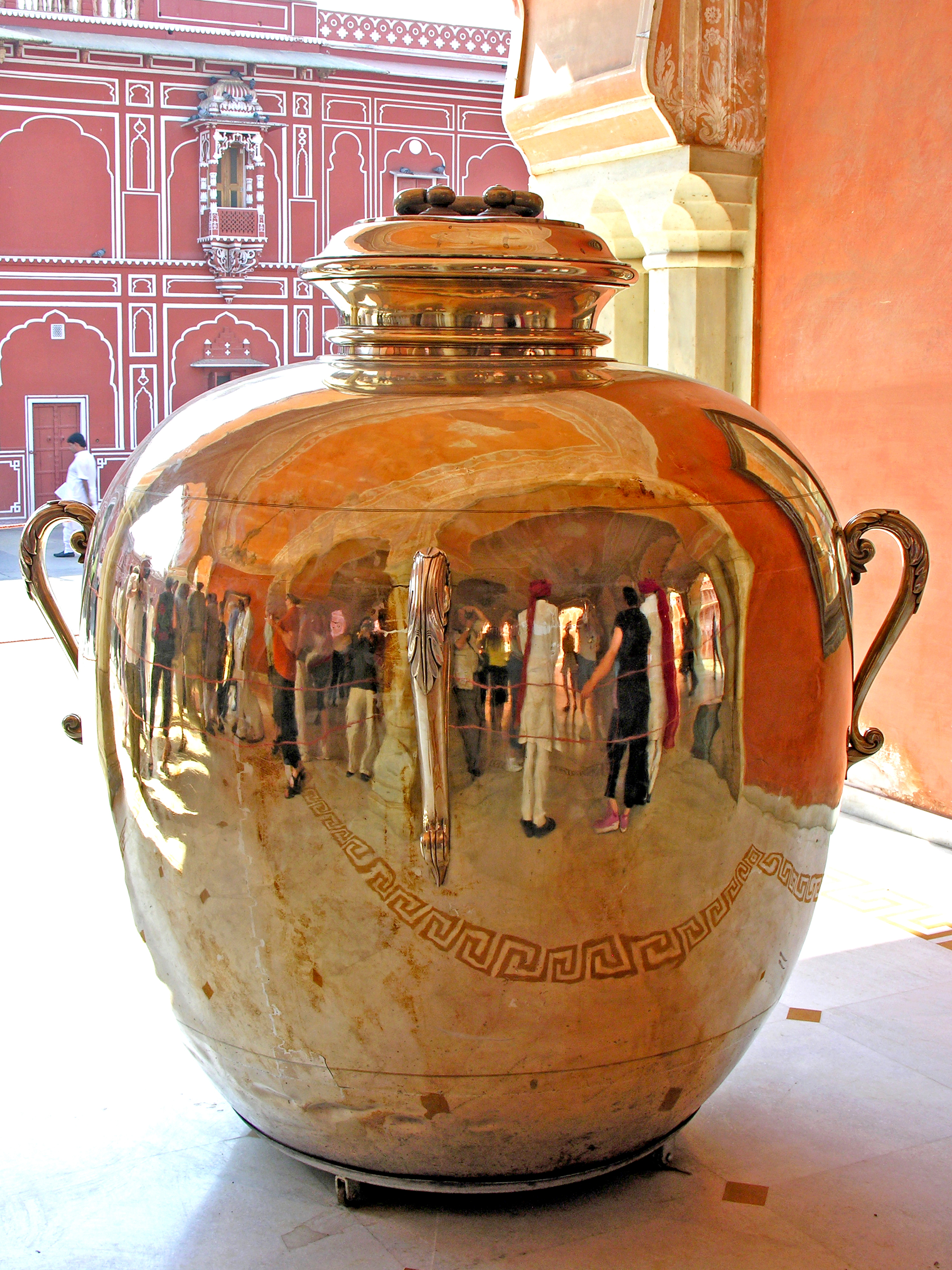
Chaque jarre a permis d'emporter 4 tonnes d'eau.